# Gołąbek czerwonofioletowy

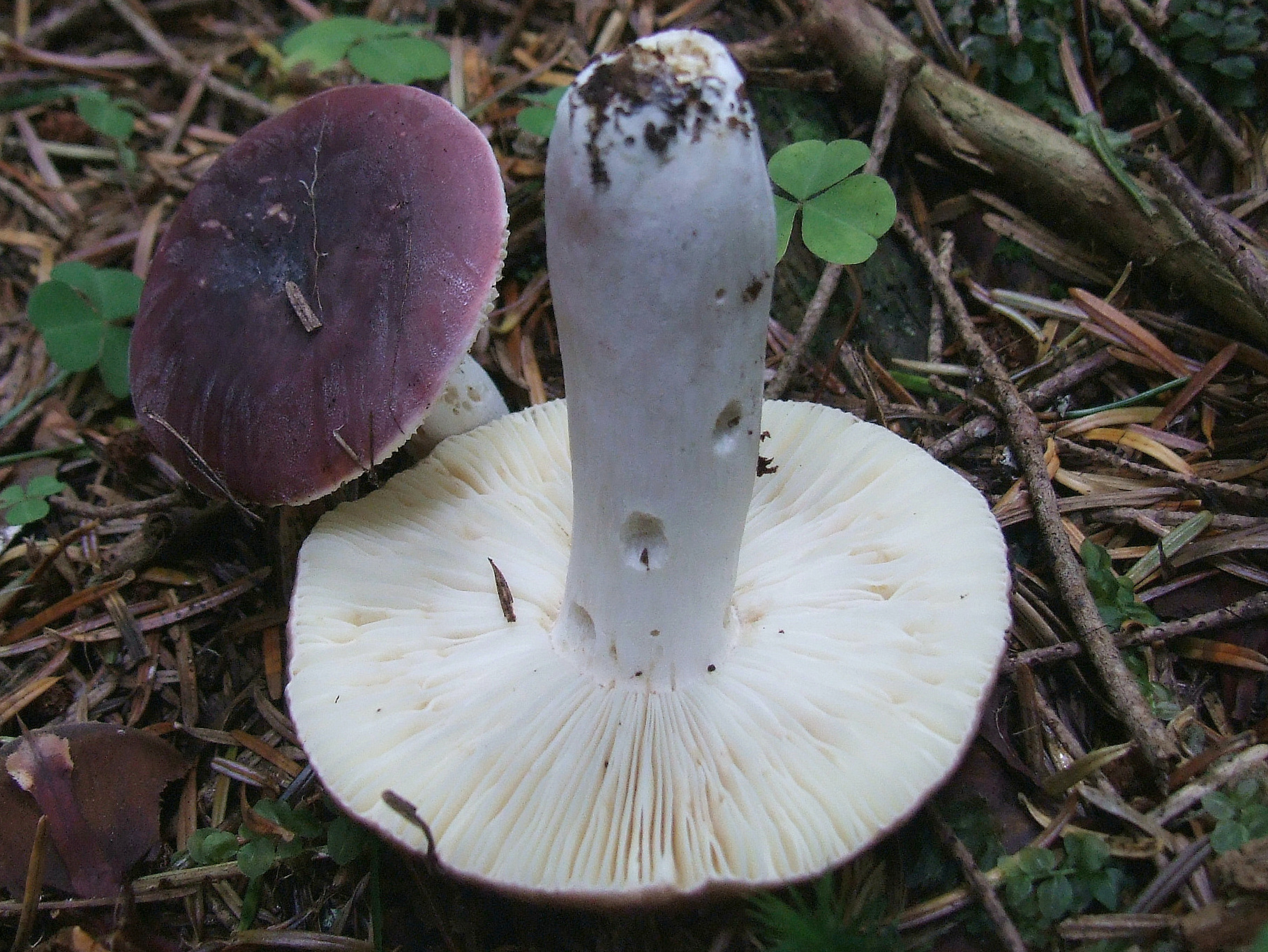

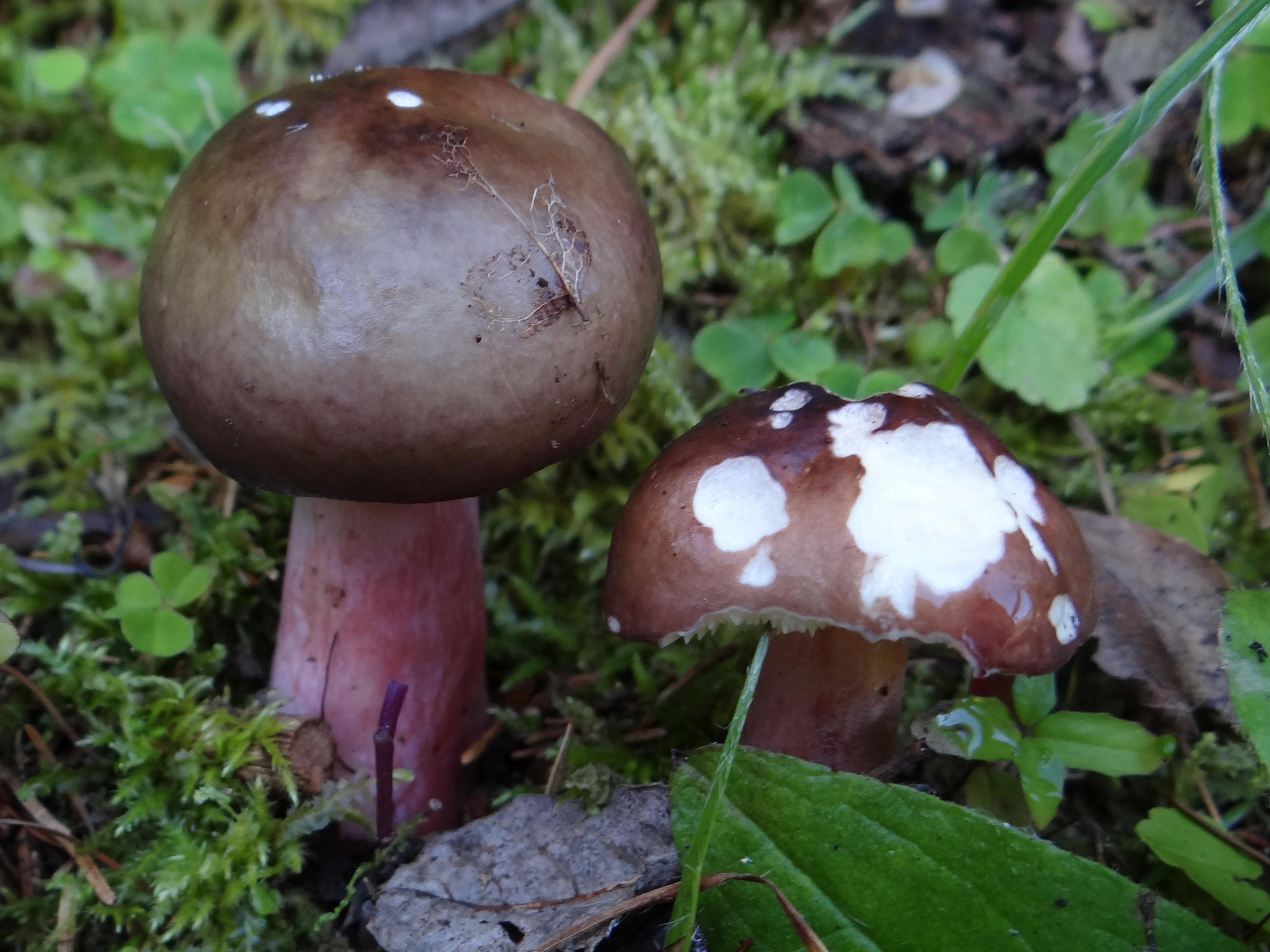

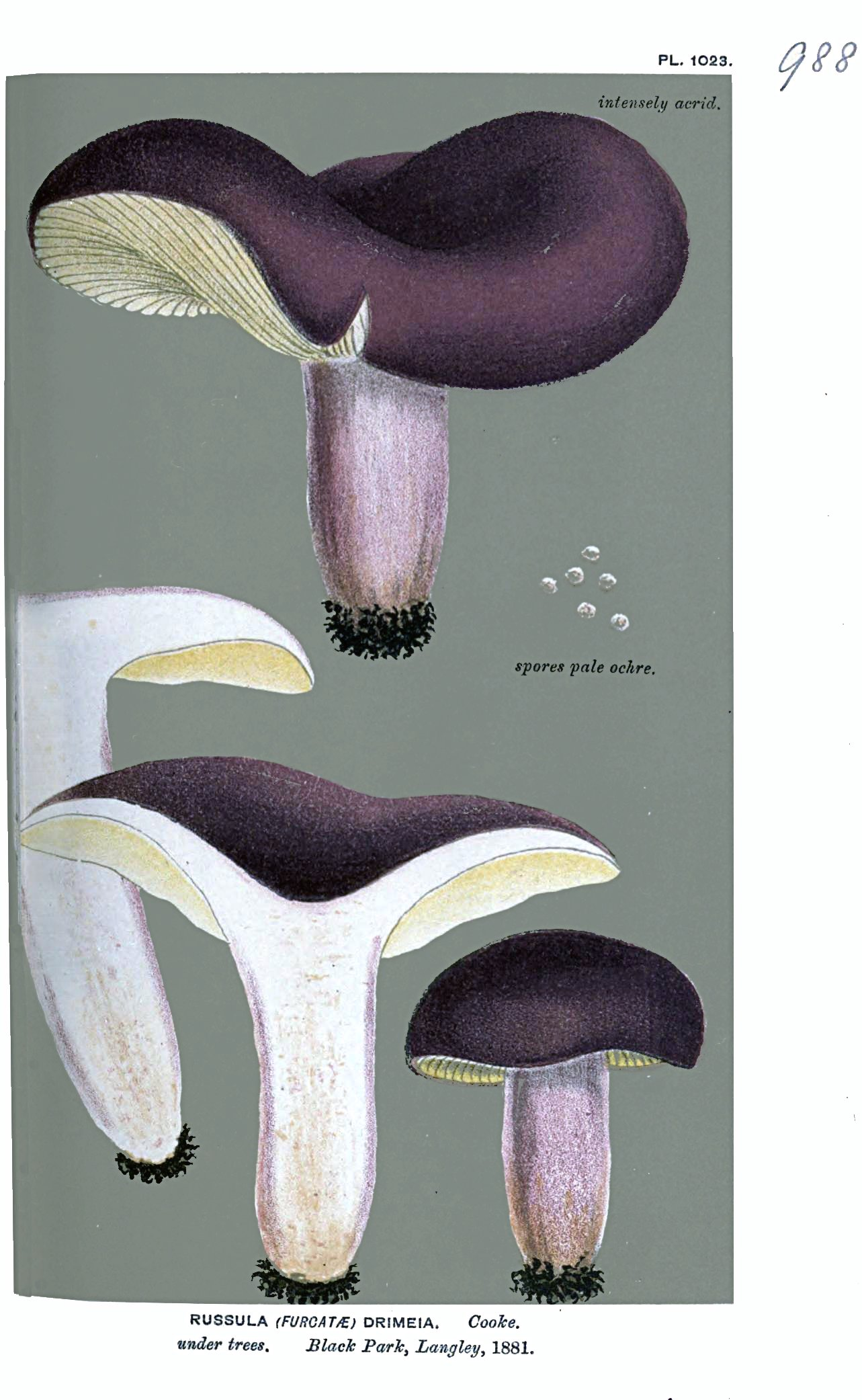

Gołąbek czerwonofioletowy (Russula sardonia Fr.) – gatunek grzybów z rodziny gołąbkowatych (Russulaceae).

## Systematyka i nazewnictwo
Pozycja w klasyfikacji według Index Fungorum: Russula, Russulaceae, Russulales, Incertae sedis, Agaricomycetes, Agaricomycotina, Basidiomycota, Fungi.
Po raz pierwszy opisał go Elias Fries w 1838 r. i nadana przez niego nazwa naukowa jest aktualna. Synonimy naukowe:
- Russula chrysodacryon Singer 1923
- Russula chrysodacryon f. viridis Singer 1932
- Russula drimeia Cooke (1881)
- Russula drimeia f. viridis (Singer) Bon 1986
- Russula drimeia var. flavovirens Rea 1932
- Russula emeticiformis Murrill 1938
- Russula sardonia var. citrina Pers. 1796
- Russula sardonia var. mellina Melzer, in Melzer & Zvara 1927

Polską nazwę podał Władysław Wojewoda w 2003 r., Alina Skirgiełło w 1991 r. opisała ten gatunek pod nazwą gołąbek przydrożny.

## Morfologia
Kapelusz
Średnica 4–10 cm. U młodych okazów półkulisty, potem rozpostarty, na koniec wklęsły. Na środku może posiadać niewielki garb lub wklęśnięcie. Skórka gładka, sucha, błyszcząca, w czasie wilgotnej pogody śluzowata. Kolor czerwonofioletowy lub purpurowofioletowy, na środku ciemniejszy – nawet czarniawopurpurowy. Okazy wyblakłe mogą mieć barwę brązowawą, ochrową lub zielonkawą (zazwyczaj w postaci wyblakłych plam). Skórka da się ściągnąć tylko przy samym brzegu. Brzeg ostry, gładki, u młodych okazów podwinięty, u starszych prosty i czasami nieco karbowany.
Blaszki
Dość wąskie i gęste, z blaszeczkami, często rozwidlone. Przy brzegu ostre, przy trzonie przyrośnięte lub nieco łukowato zbiegające. U młodych okazów są jasnokremowe, potem kremowe z cytrynowym odcieniem.
Trzon
Wysokość 3–8 cm, grubość 1–2,5 cm. Jest walcowaty, pełny i gładki. Kolor początkowo biały, później pojawiają się purpurowofioletowe wybarwienia.
Miąższ
Cytrynowożółty, jak blaszki. Po uszkodzeniu zmienia po jakimś czasie kolor na pomarańczowy. Smak silnie piekący, zapach owocowy.
Cechy mikroskopowe
Wysyp zarodników o barwie od kremowej do ochrowokremowej. Zarodniki kuliste lub elipsoidalne, o rozmiarach 7–9 × 6–8 μm. Powierzchnia brodawkowato-paciorkowata, czasami z niskim grzebieniem, niepełną siateczką, lub tylko z łącznikami między brodawkami. Łysinka wyraźna amyloidalna. Podstawki o rozmiarach 40–60 × 8–12 μm. Licznie występują cystydy mające rozmiar 70–75 × 9–11 μm. Pod działaniem sulfowaniliny czernieją. W skórce kapelusza występują dermatocystydy, a w tramie blaszek przewody mleczne.
Gatunki podobne
- niektóre formy ubarwienia gołąbka ciemnopurpurowego (Russula atropurpurea)[4]
- wśród fioletowych gołąbków podobne są gołąbek poduchowaty (Russula torulosa) i gołąbek Queleta (Russula queletii). Obydwa mają piekący, lub przynajmniej gorzki smak, żaden z nich jednak nie ma blaszek cytrynowożółtych[7].
- gołąbek turecki (Russula turci) – rośnie na podobnych siedliskach, czasami razem z gołąbkiem czerwonofioletowym. Odróżnia się zapachem chloroformu i ochrowymi blaszkami[5].

## Występowanie i siedlisko
Liczne stanowiska tego gatunku gołąbka opisano niemal wyłącznie w Europie. Jest tutaj szeroko rozprzestrzeniony. Poza Europą stwierdzono jego występowanie w stanie Pensylwania w USA. W Polsce jest pospolity.
Naziemny grzyb mykoryzowy. Występuje w różnego typu lasach. Najczęściej rośnie pod sosnami, ale także pod modrzewiami, jodłami i świerkami. Pojawia się dość późno – od września do listopada.

## Znaczenie
Grzyb niejadalny lub trujący, podejrzany o powodowanie zaburzeń żołądkowo-jelitowych. Ze względu na silnie piekący smak zazwyczaj nie jest zbierany w celach spożywczych. W Kirgistanie i na Ukrainie uważany jest jednak za grzyb jadalny.